# 王忠誠
王 忠誠（おう ちゅうせい、1925年12月20日 - 2012年9月30日）は、中華人民共和国の神経外科の専門家。山東省福山県出身。中国工程院院士。

## 経歴
1925年12月20日、山東省福山県で生まれる。1949年に北平医学院（現在の北京大学医学院）を卒業後、同年、天津総医院外科に入局。1951年、王忠誠は軍医として朝鮮戦争に従軍した。
1952年に帰国し、神経外科研究所研究員を務めた。
2012年9月30日、北京市で病気のため死去した。86歳。

## 栄典
- 1995年、中国工程院院士

## 受賞
- 1997年、何梁何利基金科学と技術成就賞
- 2000年、白求恩奨章
- 2009年1月9日、国家最高科学技術賞[1]